# Municipio de Livingston
El municipio de Livingston (en inglés: Livingston Township) es un municipio ubicado en el condado de Otsego en el estado estadounidense de Míchigan. En el año 2010 tenía una población de 2525 habitantes y una densidad poblacional de 28,62 personas por km².

## Geografía
El municipio de Livingston se encuentra ubicado en las coordenadas 45°4′33″N 84°40′35″O / 45.07583, -84.67639. Según la Oficina del Censo de los Estados Unidos, el municipio tiene una superficie total de 88.22 km², de la cual 87.45 km² corresponden a tierra firme y (0.87%) 0.76 km² es agua.

## Demografía
Según el censo de 2010, había 2525 personas residiendo en el municipio de Livingston. La densidad de población era de 28,62 hab./km². De los 2525 habitantes, el municipio de Livingston estaba compuesto por el 97.11% blancos, el 0.12% eran afroamericanos, el 0.79% eran amerindios, el 0.55% eran asiáticos, el 0.16% eran isleños del Pacífico, el 0.08% eran de otras razas y el 1.19% pertenecían a dos o más razas. Del total de la población el 0.91% eran hispanos o latinos de cualquier raza.